# Primera División de voleibol 1972-73
La temporada 1972/1973 de la Liga Nacional de Voleibol fue la IX edición de la competición. Tuvo como campeón al C.D. Hispano Francés Barcelona.
Club Natación Badalona y A.D. Esmena Gijón renunciaron a competir.

## Clasificación
| Pos | Equipo                         | PJ | PG | PP | SF | SC | PF  | PC  | Pt. |
| --- | ------------------------------ | -- | -- | -- | -- | -- | --- | --- | --- |
| 1   | C.D. Hispano Francés Barcelona | 10 | 10 | 0  | 30 | 3  | 493 | 301 | 20  |
| 2   | Club Atlético de Madrid        | 10 | 7  | 3  | 25 | 11 | 479 | 351 | 17  |
| 3   | Real Madrid C.F.               | 10 | 7  | 3  | 22 | 13 | 442 | 369 | 17  |
| 4   | C.F. Barcelona                 | 10 | 3  | 7  | 14 | 25 | 431 | 501 | 13  |
| 5   | R.G.C. Covadonga Gijón         | 10 | 2  | 8  | 8  | 26 | 326 | 472 | 12  |
| 6   | C.D. El Pilar Vigo             | 10 | 1  | 10 | 6  | 27 | 301 | 478 | 11  |

- Datos: Q16591197